# 中村順行
中村 順行（なかむら よりゆき、1953年2月 - ）は、日本の農学者（育種学・作物学・茶学）。学位は博士（農学）（岐阜大学・2006年）。静岡県立大学学長補佐・大学院食品栄養環境科学研究院特任教授・附属茶学総合研究センターセンター長（初代）・食品栄養科学部特任教授。
静岡県茶業試験場富士分場分場長、静岡県農林技術研究所企画部部長、静岡県農林技術研究所茶業研究センターセンター長などを歴任した。

## 概要
静岡県茶業試験場などで、長年にわたりチャノキの品種改良の研究に取り組んだ。静岡県の特産物である緑茶に適した品種を目指しており、実際に数品種の開発にも携わった。日本国内で開発された多数のチャノキの品種に通じており、「茶の品種博士」とも呼ばれている。

## 来歴

### 生い立ち
1953年2月生まれ。岩手大学に進学し、農学部の蔬菜花卉園芸学科にて学んだ。1975年3月に岩手大学を卒業すると、その後は大学院に進学し、農学研究科にて学んだ。1977年3月、岩手大学の大学院にて修士課程を修了した。なお、「チャの組織培養による大量増殖法とポット育苗技術に関する研究」にて、2006年9月に岐阜大学より博士（農学）の学位を取得している。

### 研究者として
静岡県茶業試験場に勤務し、チャノキの品種改良の研究に従事した。のちに同試験場が改組再編され、静岡県農林技術研究所の茶業研究センターとなってからも、引き続き業務に取り組んだ。後年、同研究所の茶業研究センターにて、センター長に就任した。また、静岡県立大学の大学院では食品栄養環境科学研究院の特任教授に就任し、後進の育成のため教鞭を執るとともに、同大学の教職員らとともに協力して研究を推進した。なお、静岡県立大学では、食品栄養科学部の特任教授も兼務した。2014年4月1日、静岡県立大学に新設された附属茶学総合研究センターにて、センター長に就任した。のちには学長補佐に就任するなど、学内の要職を歴任した。

## 研究
専門は農学であり、育種学などの分野の研究に従事している。特に、チャノキの育種やチャノキの遺伝についての研究に取り組んでいた。「やぶきた」に偏重する日本の茶業の現況を憂いており、単一品種のみに過度に頼った栽培の懸念点として「天候不順や病虫害が発生したときのリスク」や「消費者の飽き」などを列挙している。これらの解決策として「新品種を戦略的にやぶきたと組み合わせて栽培することで、経営の効率化や気象災害の軽減につながる」と提唱し、新品種の開発に力を注いできた。
生涯を通じて「山の息吹」「つゆひかり」「香駿」「ゆめするが」「おくひかり」「さわみずか」などの新品種の開発に成功した。また、チャノキの育成方法の改良にも取り組み、生物工学を応用して大量に増殖させる手法を確立した。また、ポットを利用して育苗する技術も確立するなど、茶業の普及発展に尽力した。これらの活動は、日本の茶業に大きく貢献したと評価されており、杉山彦三郎翁顕彰会から杉山彦三郎賞が授与され、日本茶業技術協会から茶業功労賞が授与されている。

## 略歴
- 1953年 - 誕生。
- 1975年 - 岩手大学農学部卒業。
- 1977年 - 岩手大学大学院農学研究科修士課程修了。
- 2004年 - 静岡県茶業試験場富士分場分場長。
- 2006年 - 静岡県農林技術研究所企画部部長。
- 2007年 - 静岡県農林技術研究所茶業研究センターセンター長。
- 2013年 - 静岡県立大学大学院食品栄養環境科学研究院特任教授。
- 2013年 - 静岡県立大学食品栄養科学部特任教授。
- 2014年 - 静岡県立大学大学院食品栄養環境科学研究院附属茶学総合研究センターセンター長。

## 賞歴
- 2013年 - 杉山彦三郎賞。
- 2013年 - 茶業功労賞。
- 2015年 - O-CHAパイオニア賞学術研究大賞。

## 著作

### 共著、寄稿等
- 静岡産業大学o-cha学研究センター編『やぶきたのすべて』静岡産業大学o-cha学研究センター、2007年。
- 農山漁村文化協会編『茶大百科』2巻、農山漁村文化協会、2008年。ISBN 9784540071423
- 第4回世界お茶まつり実行委員会事務局・茶学の会・世界緑茶協会編『国産紅茶を語る』第4回世界お茶まつり実行委員会事務局、2011年。

### 編纂
- 森田明雄・増田修一・中村順行ほか編『茶の機能と科学』朝倉書店、2013年。ISBN 9784254435443